# 1844

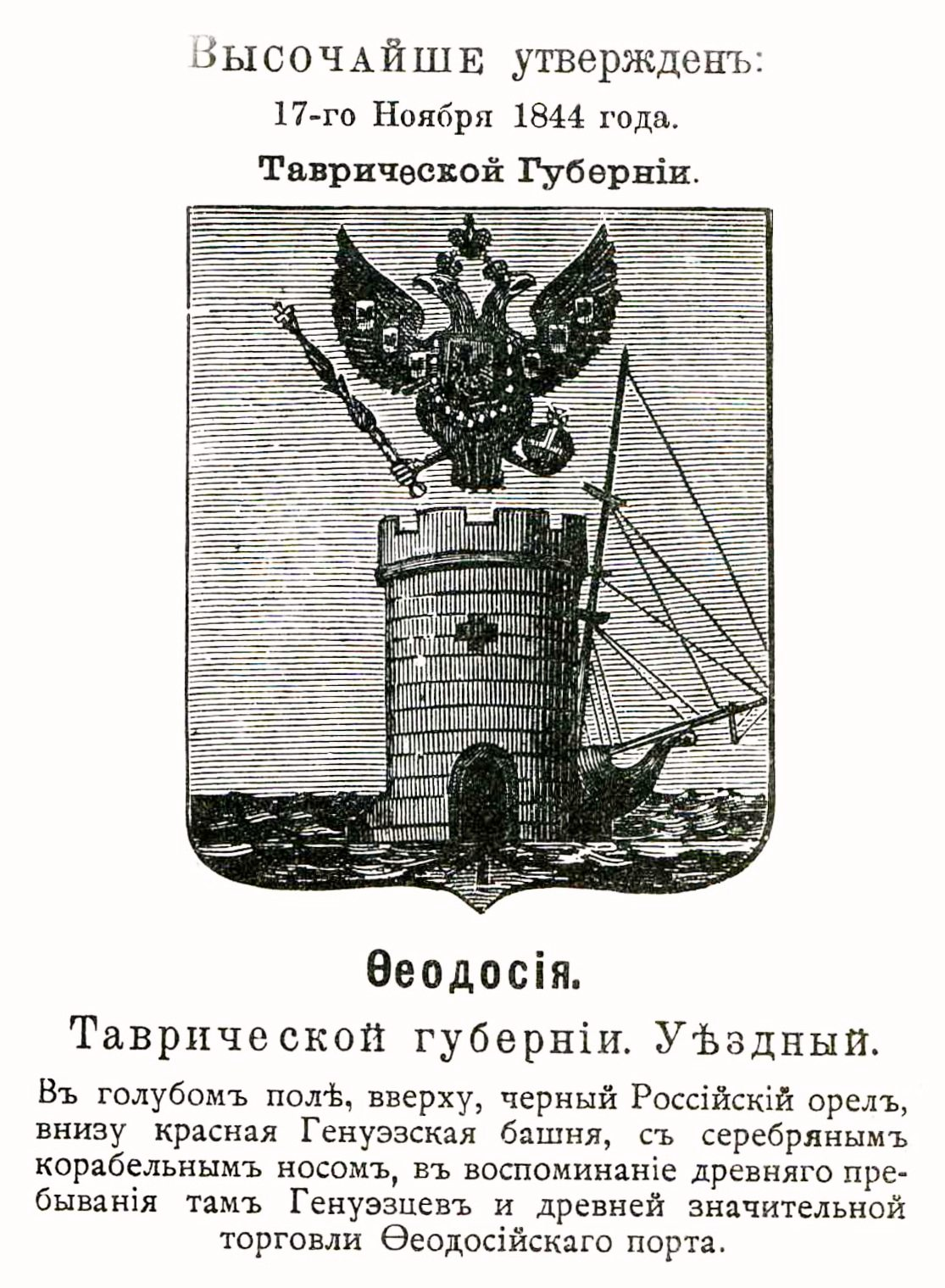
قبل قرن تقريبا

## أحداث
- تأسيس مدينة روريناباكوي[الإنجليزية] وتقع حاليا في بوليفيا.
- تأسيس مدينة باتنة وتقع حاليا في الجزائر.
- 10 سبتمبر - معاهدة طنجة التي أنهت الحرب الفرنسية ضد مراكش.
- التقى ماركس وانغلز في باريس الأول مرة

## مواليد
- أحمد دهمان
- أناتول فرانس
- إدوارد لينلي سامبور
- المهدي السنوسي
- اميلي رويتي
- بول فرلان
- جورج واشنطن كيبل
- ريمسكي كورساكوف
- سارة برنار
- سايتو هاجيمي
- فرانسيس امروي وارن
- فريدريك راتزل
- فريدريك ميسشر
- فريدريك نيتشه
- كارل بنز
- كلاس بونتس ارنولدسون
- لودفيغ بولتزمان
- ماري كاسيت
- مبارك الصباح
- محمد الخامس العثماني
- هومبرت الأول
- ويليام ويلسون
- يوليوس فلهاوزن
- محمد صادق فخر الإسلام
- محمد أحمد المهدي

## وفيات
- إدوارد كافاناه
- جون دالتون
- هنري أدينغتون